# Hens de Jong
Hermina Margrietha Hens de Jong (Den Haag, 23 februari 1927 – aldaar, 25 maart 2003) was een Nederlands schilder, tekenaar en graficus.
De Jong was een leerling van onder meer Willem Schrofer, Rein Draijer en Paul Citroen aan de Haagse Academie. Ze had in haar werk aandacht voor moderne aspecten van de zichtbare wereld en behoorde tot de Nieuwe Haagse School. De Jong won in 1970 de Jacob Hartogprijs voor grafiek. Van 1970 tot 1987 doceerde ze aan de Koninklijke Academie van Beeldende Kunsten. Ze was gehuwd (1948-1970) met Co Westerik met wie ze drie dochters kreeg.